# Gran Premio de Gran Bretaña de Motociclismo de 2017
El Gran Premio de Gran Bretaña de Motociclismo de 2017 (oficialmente Octo British Grand Prix) fue la duodécima prueba del Campeonato del Mundo de Motociclismo de 2017. Tuvo lugar en el fin de semana del 25 al 27 de agosto de 2017 en el Circuito de Silverstone, situado entre las localidades de Northamptonshire y Buckinghamshire, Gran Bretaña.
La carrera de MotoGP fue ganada por Andrea Dovizioso, seguido de Maverick Viñales y Valentino Rossi. Takaaki Nakagami fue el ganador de la prueba de Moto2, por delante de Mattia Pasini y Franco Morbidelli. La carrera de Moto3 fue ganada por Arón Canet, Enea Bastianini fue segundo y Jorge Martín tercero.

## Resultados

### Resultados MotoGP
| Pos.    | N.º | Piloto           | Constructor | Vueltas | Tiempo       | Parrilla | Puntos |
| ------- | --- | ---------------- | ----------- | ------- | ------------ | -------- | ------ |
| 1       | 4   | Andrea Dovizioso | Ducati      | 20      | 40:45.496    | 6        | 25     |
| 2       | 25  | Maverick Viñales | Yamaha      | 20      | +0.114       | 4        | 20     |
| 3       | 46  | Valentino Rossi  | Yamaha      | 20      | +0.749       | 2        | 16     |
| 4       | 35  | Cal Crutchlow    | Honda       | 20      | +1.679       | 3        | 13     |
| 5       | 99  | Jorge Lorenzo    | Ducati      | 20      | +3.508       | 5        | 11     |
| 6       | 5   | Johann Zarco     | Yamaha      | 20      | +7.001       | 8        | 10     |
| 7       | 26  | Dani Pedrosa     | Honda       | 20      | +10.944      | 7        | 9      |
| 8       | 45  | Scott Redding    | Ducati      | 20      | +13.627      | 12       | 8      |
| 9       | 42  | Álex Rins        | Suzuki      | 20      | +15.661      | 13       | 7      |
| 10      | 19  | Álvaro Bautista  | Ducati      | 20      | +25.279      | 14       | 6      |
| 11      | 44  | Pol Espargaró    | KTM         | 20      | +30.336      | 11       | 5      |
| 12      | 53  | Esteve Rabat     | Honda       | 20      | +31.609      | 22       | 4      |
| 13      | 17  | Karel Abraham    | Ducati      | 20      | +31.945      | 20       | 3      |
| 14      | 8   | Héctor Barberá   | Ducati      | 20      | +33.567      | 16       | 2      |
| 15      | 76  | Loris Baz        | Ducati      | 20      | +33.901      | 21       | 1      |
| 16      | 43  | Jack Miller      | Honda       | 20      | +43.012      | 17       |        |
| 17      | 38  | Bradley Smith    | KTM         | 20      | +48.683      | 19       |        |
| Ret     | 41  | Aleix Espargaró  | Aprilia     | 18      | Retirado     | 9        |        |
| Ret     | 9   | Danilo Petrucci  | Ducati      | 17      | Caída        | 18       |        |
| Ret     | 29  | Andrea Iannone   | Suzuki      | 17      | Caída        | 15       |        |
| Ret     | 93  | Marc Márquez     | Honda       | 13      | Motor        | 1        |        |
| Ret     | 22  | Sam Lowes        | Aprilia     | 5       | Caída        | 23       |        |
| DNS     | 94  | Jonas Folger     | Yamaha      | 0       | No participó |          |        |
| Fuente: |     |                  |             |         |              |          |        |

### Resultados Moto2
| Pos.    | N.º | Piloto              | Constructor | Vueltas | Tiempo    | Parrilla | Puntos |
| ------- | --- | ------------------- | ----------- | ------- | --------- | -------- | ------ |
| 1       | 30  | Takaaki Nakagami    | Kalex       | 18      | 38:20.883 | 4        | 25     |
| 2       | 54  | Mattia Pasini       | Kalex       | 18      | +0.724    | 1        | 20     |
| 3       | 21  | Franco Morbidelli   | Kalex       | 18      | +2.678    | 3        | 16     |
| 4       | 12  | Thomas Lüthi        | Kalex       | 18      | +4.645    | 6        | 13     |
| 5       | 42  | Francesco Bagnaia   | Kalex       | 18      | +9.515    | 11       | 11     |
| 6       | 24  | Simone Corsi        | Speed Up    | 18      | +9.955    | 10       | 10     |
| 7       | 62  | Stefano Manzi       | Kalex       | 18      | +10.402   | 14       | 9      |
| 8       | 44  | Miguel Oliveira     | KTM         | 18      | +10.463   | 8        | 8      |
| 9       | 41  | Brad Binder         | KTM         | 18      | +10.762   | 20       | 7      |
| 10      | 77  | Dominique Aegerter  | Suter       | 18      | +11.454   | 6        | 6      |
| 11      | 10  | Luca Marini         | Kalex       | 18      | +12.787   | 5        | 5      |
| 12      | 97  | Xavi Vierge         | Tech 3      | 18      | +13.022   | 13       | 4      |
| 13      | 9   | Jorge Navarro       | Kalex       | 18      | +19.990   | 12       | 3      |
| 14      | 73  | Álex Márquez        | Kalex       | 18      | +21.751   | 2        | 2      |
| 15      | 49  | Axel Pons           | Kalex       | 18      | +22.174   | 18       | 1      |
| 16      | 40  | Fabio Quartararo    | Kalex       | 18      | +24.145   | 23       |        |
| 17      | 55  | Hafizh Syahrin      | Kalex       | 18      | +25.010   | 21       |        |
| 18      | 32  | Isaac Viñales       | Kalex       | 18      | +26.711   | 15       |        |
| 19      | 45  | Tetsuta Nagashima   | Kalex       | 18      | +30.680   | 25       |        |
| 20      | 87  | Remy Gardner        | Tech 3      | 18      | +30.825   | 19       |        |
| 21      | 20  | Joe Roberts         | Kalex       | 18      | +34.698   | 28       |        |
| 22      | 57  | Edgar Pons          | Kalex       | 18      | +35.502   | 22       |        |
| 23      | 5   | Andrea Locatelli    | Kalex       | 18      | +35.988   | 27       |        |
| 24      | 15  | Alex de Angelis     | Kalex       | 18      | +38.943   | 24       |        |
| 25      | 94  | Jake Dixon          | Suter       | 18      | +44.079   | 31       |        |
| 26      | 37  | Augusto Fernández   | Speed Up    | 18      | +44.197   | 29       |        |
| 27      | 2   | Jesko Raffin        | Kalex       | 18      | +46.849   | 30       |        |
| 28      | 89  | Khairul Idham Pawi  | Kalex       | 25      | +47.110   | 32       |        |
| 29      | 7   | Lorenzo Baldassarri | Kalex       | 18      | +1:04.182 | 7        |        |
| 30      | 6   | Tarran Mackenzie    | Suter       | 19      | +1:32.304 | 26       |        |
| Ret     | 27  | Iker Lecuona        | Kalex       | 7       | Retirado  | 17       |        |
| Ret     | 11  | Sandro Cortese      | Suter       | 13      | Caída     | 16       |        |
| 1. 2.   |     |                     |             |         |           |          |        |
| Fuente: |     |                     |             |         |           |          |        |

### Resultados Moto3
La carrera originalmente pactada a 17 vueltas fue detenida con bandera roja en la última vuelta por la colisión de Bo Bendsneyder y Juan Francisco Guevara que requirió que los servicios médicos atendieran en pista a este último. Para determinar los resultados finales de la carrera se tomó en cuenta la posición de los pilotos hasta el final de la vuelta 16.
| Pos.    | N.º | Piloto                 | Constructor | Vueltas | Tiempo    | Parrilla | Puntos |
| ------- | --- | ---------------------- | ----------- | ------- | --------- | -------- | ------ |
| 1       | 44  | Arón Canet             | Honda       | 16      | 35:53.028 | 16       | 25     |
| 2       | 33  | Enea Bastianini        | Honda       | 16      | +0.063    | 15       | 20     |
| 3       | 88  | Jorge Martín           | Honda       | 16      | +0.111    | 8        | 16     |
| 4       | 19  | Gabriel Rodrigo        | KTM         | 16      | +0.232    | 3        | 13     |
| 5       | 36  | Joan Mir               | Honda       | 16      | +0.455    | 2        | 11     |
| 6       | 11  | Livio Loi              | Honda       | 16      | +0.520    | 13       | 10     |
| 7       | 5   | Romano Fenati          | Honda       | 16      | +0.678    | 1        | 9      |
| 8       | 16  | Andrea Migno           | KTM         | 16      | +0.702    | 6        | 8      |
| 9       | 65  | Philipp Öttl           | KTM         | 16      | +1.200    | 14       | 7      |
| 10      | 21  | Fabio Di Giannantonio  | Honda       | 16      | +1.461    | 12       | 6      |
| 11      | 24  | Tatsuki Suzuki         | Honda       | 16      | +1.755    | 18       | 5      |
| 12      | 7   | Adam Norrodin          | Honda       | 16      | +2.055    | 25       | 4      |
| 13      | 17  | John McPhee            | Honda       | 16      | +2.196    | 4        | 3      |
| 14      | 41  | Nakarin Atiratphuvapat | Honda       | 16      | +3.812    | 23       | 2      |
| 15      | 96  | Manuel Pagliani        | Mahindra    | 16      | +3.860    | 29       | 1      |
| 16      | 23  | Niccolò Antonelli      | KTM         | 16      | +4.292    | 5        |        |
| 17      | 48  | Lorenzo Dalla Porta    | Mahindra    | 16      | +4.560    | 21       |        |
| 18      | 71  | Ayumu Sasaki           | Honda       | 16      | +4.582    | 19       |        |
| 19      | 12  | Marco Bezzecchi        | Mahindra    | 16      | +4.678    | 24       |        |
| 20      | 8   | Nicolò Bulega          | KTM         | 16      | +4.597    | 7        |        |
| 21      | 69  | Tom Booth-Amos         | KTM         | 16      | +15.242   | 32       |        |
| 22      | 95  | Jules Danilo           | Honda       | 16      | +15.552   | 17       |        |
| 23      | 84  | Jakub Kornfeil         | Peugeot     | 16      | +17.687   | 31       |        |
| 24      | 4   | Patrik Pulkkinen       | Peugeot     | 16      | +18.671   | 33       |        |
| 25      | 14  | Tony Arbolino          | Honda       | 16      | +19.339   | 26       |        |
| 26      | 75  | Albert Arenas          | Mahindra    | 16      | +22.584   | 27       |        |
| 27      | 6   | María Herrera          | KTM         | 16      | +24.434   | 22       |        |
| Ret     | 58  | Juan Francisco Guevara | KTM         | 15      | Colisión  | 9        |        |
| Ret     | 64  | Bo Bendsneyder         | KTM         | 15      | Colisión  | 10       |        |
| Ret     | 42  | Marcos Ramírez         | KTM         | 12      | Caída     | 20       |        |
| Ret     | 27  | Kaito Toba             | Honda       | 9       | Retirado  | 11       |        |
| Ret     | 15  | Jaume Masiá            | KTM         | 5       | Caída     | 28       |        |
| Fuente: |     |                        |             |         |           |          |        |